# Matilda Plantagenet, Countess of Leicester
Matilda Plantagenet, Countess of Leicester (auch Maud of Lancaster oder Matilda von Hennegau; * 4. April 1339 in Lindsey; † 10. April 1362) war eine englische Adelige und durch Heirat Herzogin von Straubing-Holland.

## Herkunft
Sie war die älteste Tochter von Henry of Grosmont, 1. Duke of Lancaster und seiner Frau Isabel de Beaumont und wurde wie ihr Neffe, der spätere König Heinrich IV., in Bolingbroke Castle in Lindsey geboren.

## Erste Ehe
Noch als Kind wurde Matilda am 1. November 1344 mit Ralph Stafford, ältester Sohn und Erbe des Ralph de Stafford, 1. Earl of Stafford († 1372), verheiratet. Dieser starb jedoch wenige Jahre später, spätestens im Jahr 1347.

## Zweite Ehe
In zweiter Ehe heiratete sie 1352 in London den Wittelsbacher Wilhelm I., Herzog von Niederbayern-Straubing-Holland, Sohn des römisch-deutschen Kaisers Ludwigs des Bayern und der Margarethe von Holland. Mit Wilhelm hatte sie eine Tochter, die aber bereits 1356 starb. Mit ihrem Schwager Albrecht, der seit 1358 als Regent für ihren geisteskrank gewordenen Gatten fungierte, überwarf sie sich bald, was 1361 sogar zu einem von England unterstützten Aufstand von Middelburg gegen Albrecht führte.

## Das Lancaster-Erbe

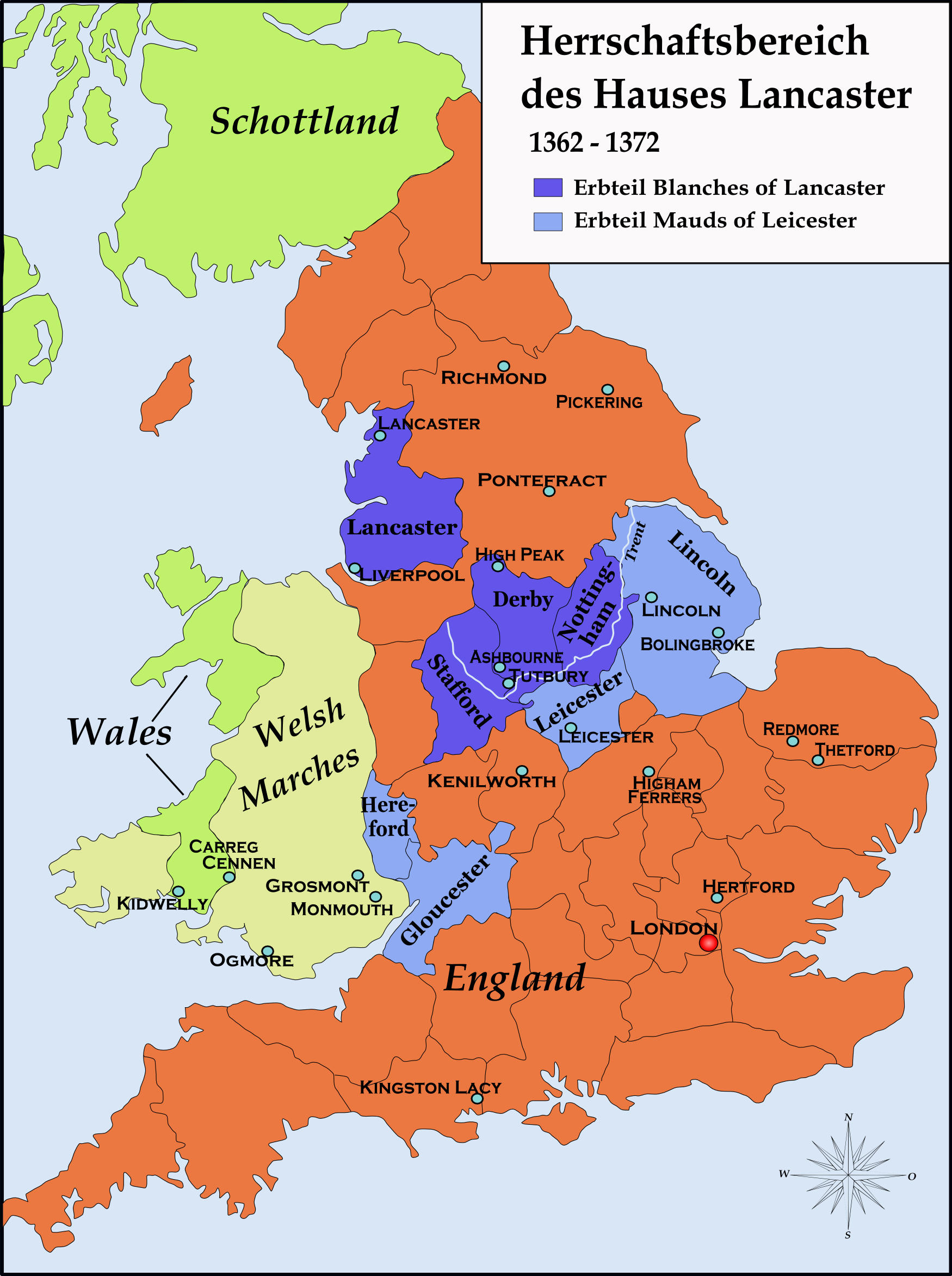
Erbteilung 1361

Am 23. März 1361 starb ihr Vater an der Pest, woraufhin dessen Titel eines Duke of Lancaster erlosch. Seine Baronien fielen wahrscheinlich in die Schwebe (Abeyance), während die Earlswürden und sämtliche Ländereien, vermutlich dem damaligen Erbrecht zufolge, auf seine beiden Töchter Matilda und Blanche als gemeinsame Erben übergingen, welche diese unter sich aufzuteilen hatten.
Matilda kehrte nach dem Tod ihres Vaters nach England zurück und im Juli 1361 wurden in gegenseitigem Einvernehmen Regelungen bezüglich der Aufteilung des Besitzes des verstorbenen Duke of Lancaster getroffen: Demnach erhielt Matilda im Wesentlichen die Ländereien in Gloucestershire, Herefordshire, Leicestershire und den Welsh Marches und den Anspruch auf den Titel einer Countess of Leicester.
Völlig unerwartet starb Matilda am 10. April 1362 in England, vermutlich ebenfalls an der Pest. Da sie keine Nachkommen hinterließ, fiel ihr väterliches Erbe nun vollständig Blanche zu und deren Ehemann John of Gaunt erhielt den Titel Duke of Lancaster verliehen.